# Brenntar

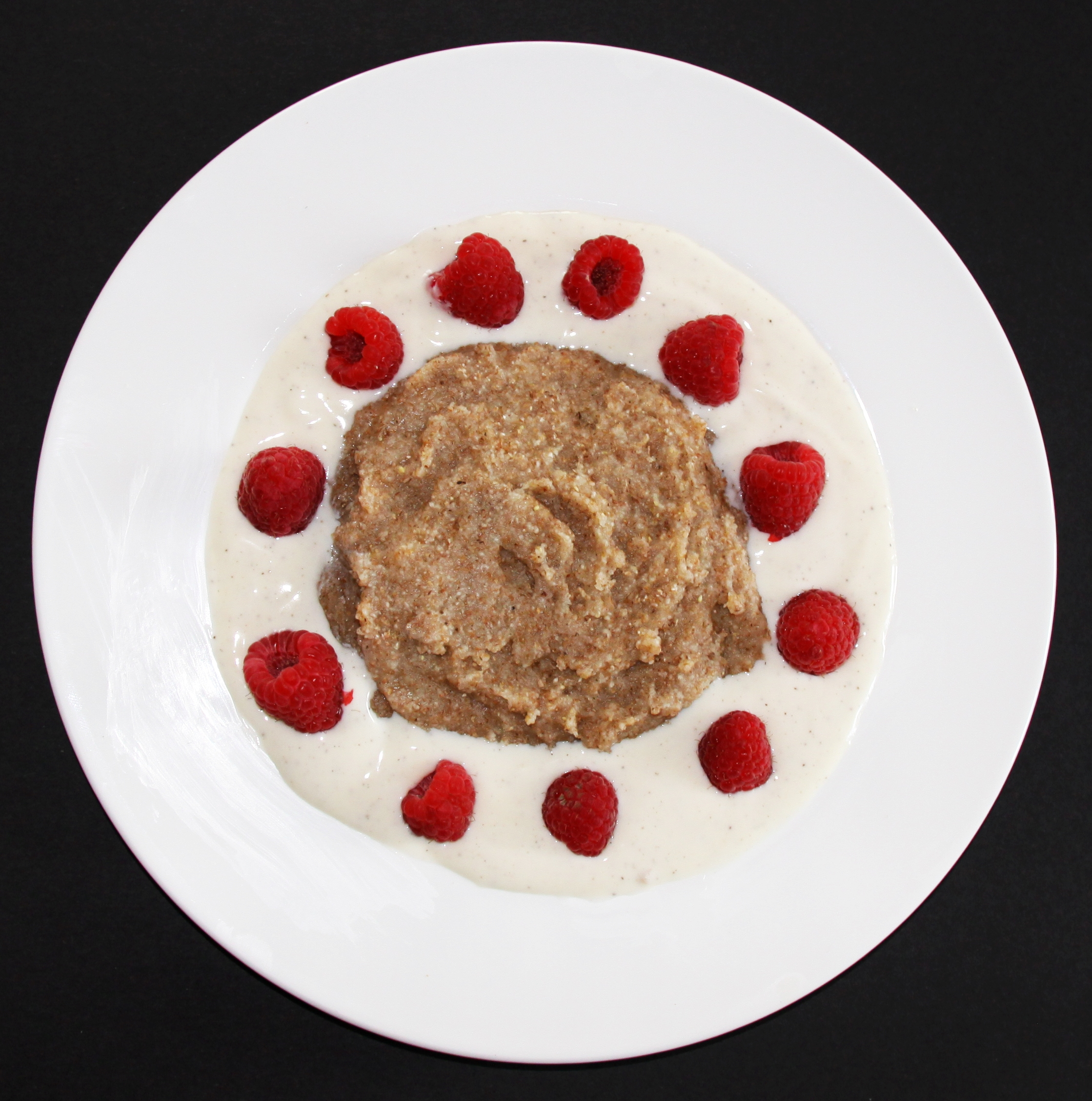
Brenntar med vaniljsås

Brenntar eller Habermus eller Schwarzer Brei var en schwabisk basföda, särskilt populär i områdena Schwäbische Alb och Allgäu. Den är gjord av grovmalet mjöl av rostade dinkel-, havre- eller vetekorn. Mjölet kallas Musmehl.
Det är vanligtvis kokt till en gröt med vatten och mjölk.
Brenntar och Musmehl har inkluderats i "Arche des Geschmacks" ("Smakens ark") ett projekt inom organisationen Slow Food Deutschland.
"Brenntar" betyder bokstavligen bränd gröt. "Schwarzer Brei" betyder svart gröt. Detta är schwabisk ironi.

## Användning
Brenntar var stapelföda i Schwaben. Därför var det ursprungligen ganska enkelt att förbereda. Ett sätt är att koka upp vatten, hälla i Musmehl och sedan låta vattnet sugas upp under ca 10 minuter. Andra förespråkar att rätten tillagas genom att den först blötläggs i hett vatten, och därefter saltas och kokas upp några minuter. Vissa tillsätter lite olja för att göra grynen saftigare.

## Referenser

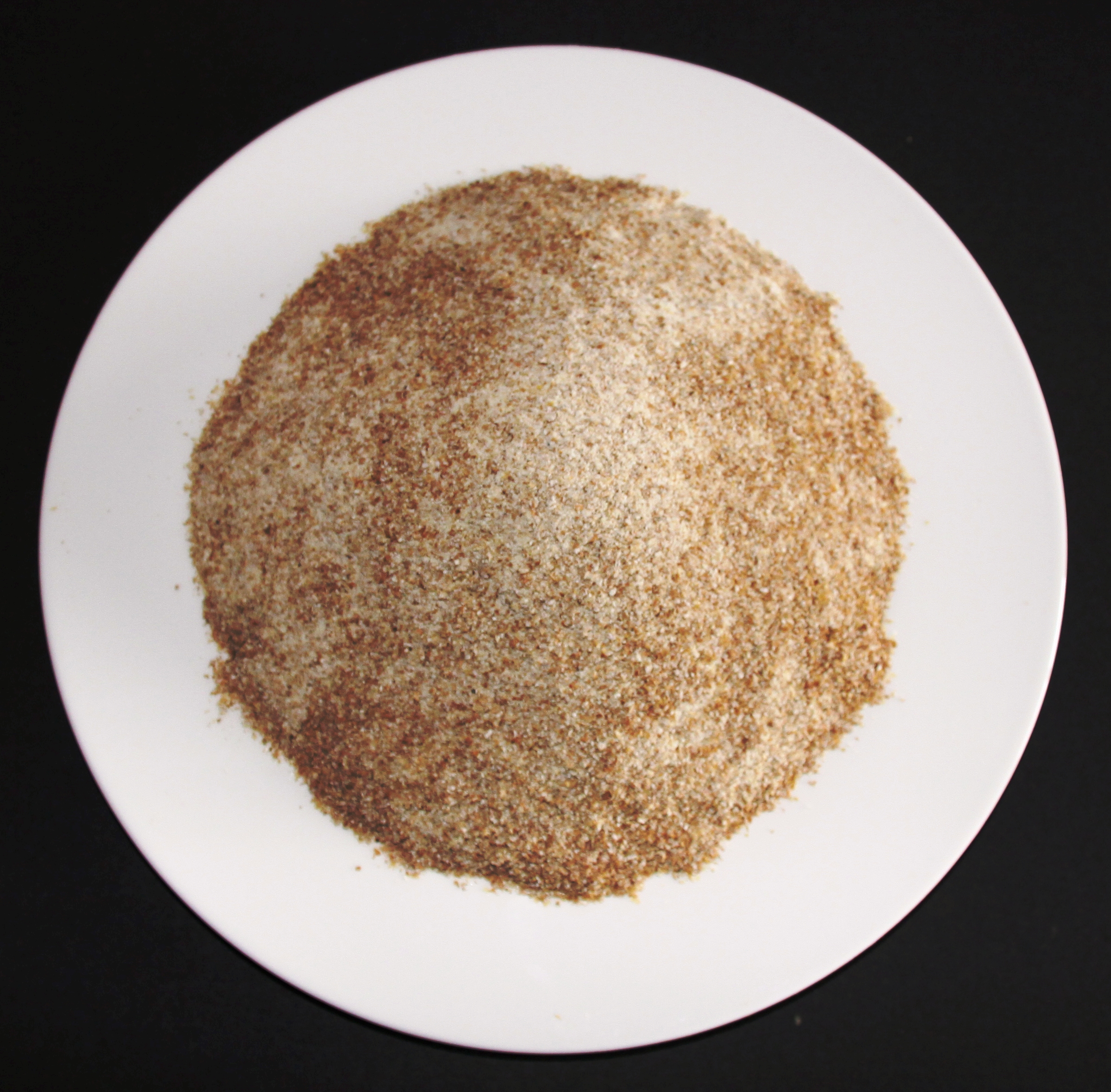
Musmehl, huvudbeståndsdel i Brenntar.